# Basilique de Saint-Denis (métro de Paris)
Pour les autres significations, voir Basilique Saint-Denis.
Basilique de Saint-Denis est une station de la ligne 13 du métro de Paris, située dans le centre-ville de Saint-Denis, dans le département de la Seine-Saint-Denis.

## Histoire

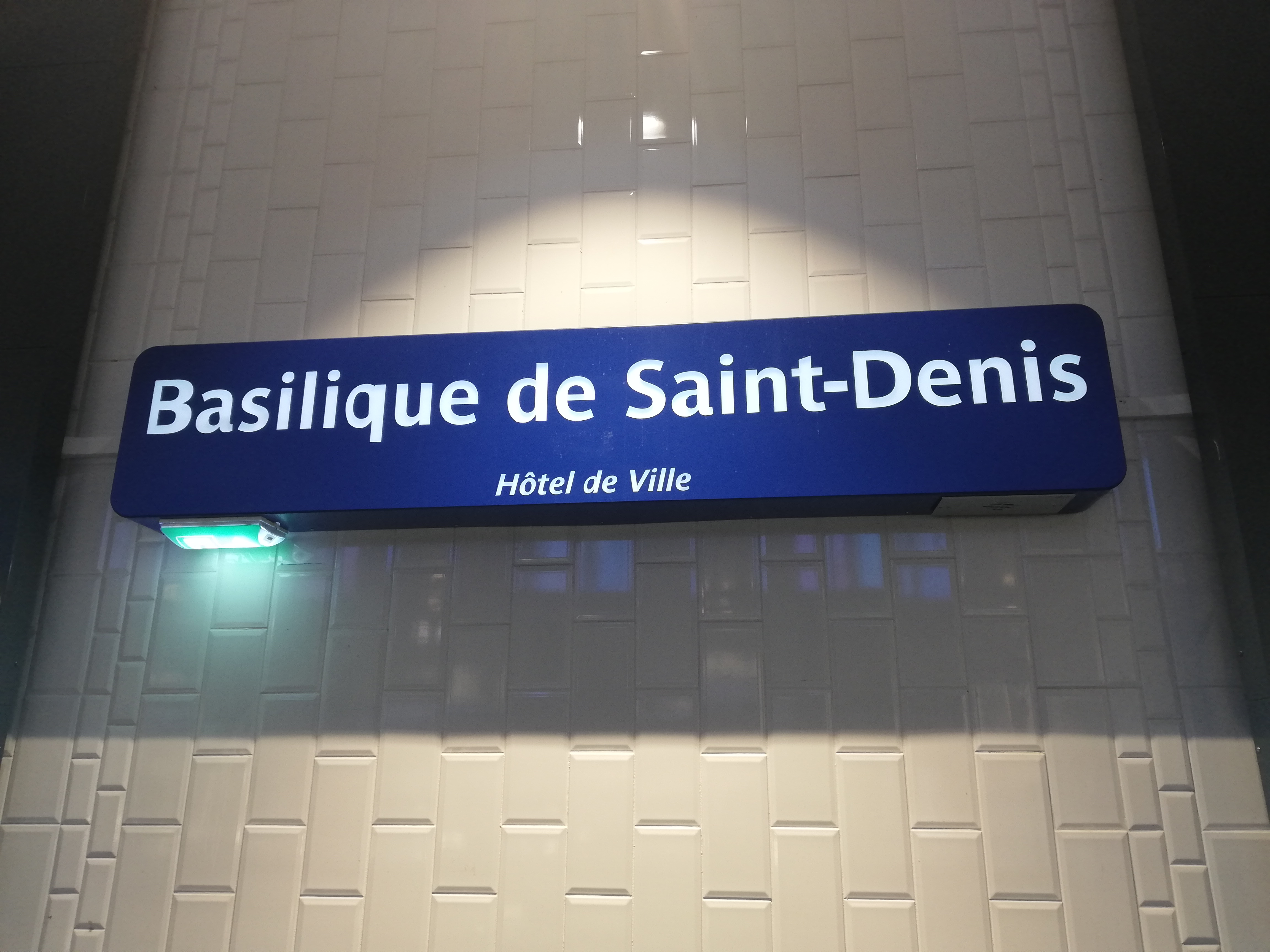
Plaque signalétique rétroéclairée du nom de la station.

La station est ouverte le 20 juin 1976, en même temps que l'unification de la ligne 13 avec l'ancienne ligne 14. Elle porte alors le nom de Saint-Denis - Basilique.
À l'occasion du prolongement de la ligne jusqu'à Saint-Denis - Université, le 25 mai 1998, elle est rebaptisée Basilique de Saint-Denis sur les plans de métro. Cependant, l'affichage du nouveau nom dans la station elle-même n'a été réalisé que plus tard. Elle porte comme sous-titre Hôtel de Ville car elle se trouve à proximité de la mairie de Saint-Denis.
D’ailleurs, le sous-titre « Hôtel de Ville », est également partagé avec la station Créteil-Préfecture sur la ligne 8.
En 2015-2016, la station fait l'objet de travaux de modernisation importants avec la tenue du Championnat d'Europe de football 2016. Les escaliers mécaniques, le guichet et le front de vente automatique vont être renouvelés, l’éclairage des façades de quais renforcé, les anciens carrelages déposés et l’étanchéité de la station refaite.
Depuis 2012, ses quais sont équipés de portes palières. Elle a vu entrer 4 311 590 voyageurs en 2019 ce qui la place à la 108e position des stations de métro pour sa fréquentation.

### Fréquentation
Nombre de voyageurs entrés à cette  station :
| Année                      | 2013      | 2014      | 2015      | 2016      | 2017      | 2018      | 2019      | 2020      | 2021      |
| -------------------------- | --------- | --------- | --------- | --------- | --------- | --------- | --------- | --------- | --------- |
| Nombre de voyageurs par an | 5 393 138 | 5 434 754 | 4 782 355 | 4 857 996 | 4 839 973 | 4 894 705 | 4 311 590 | 2 616 421 | 3 991 395 |
| Rang                       | 71e       | 70e       | 94e       | 93e       | 91e       | 94e       | 108e      | 76e       | 54e       |
| Nombre de stations         | 302       | 302       | 302       | 302       | 302       | 302       | 302       | 304       | 304       |

## Services aux voyageurs

### Accès
La station offre deux accès : d'une part, la sortie 1 Passage de l'aqueduc (donnant accès à l'hôtel de ville de Saint-Denis), qui débouche au pied du cinéma municipal L’Écran et conduit à la correspondance avec le tramway T5 (arrêt Marché de Saint-Denis (tramway d'Île-de-France), d'autre part, la sortie 2 Place du Caquet, qui débouche au pied du centre commercial Basilique et conduit à la correspondance avec le tramway T1.
La rénovation de 2018 a gardé l'escalier mécanique d'accès à la salle des billets sur le quai vers Saint-Denis - Université mais n'a pas rajouté d'escalator descendant sur l'autre quai. Cet escalier mécanique avec en perspective la basilique est l'objet d'un cliché du photographe Robert Doisneau qui figure sur la couverture de son livre Portrait de Saint-Denis.

Accès à la station
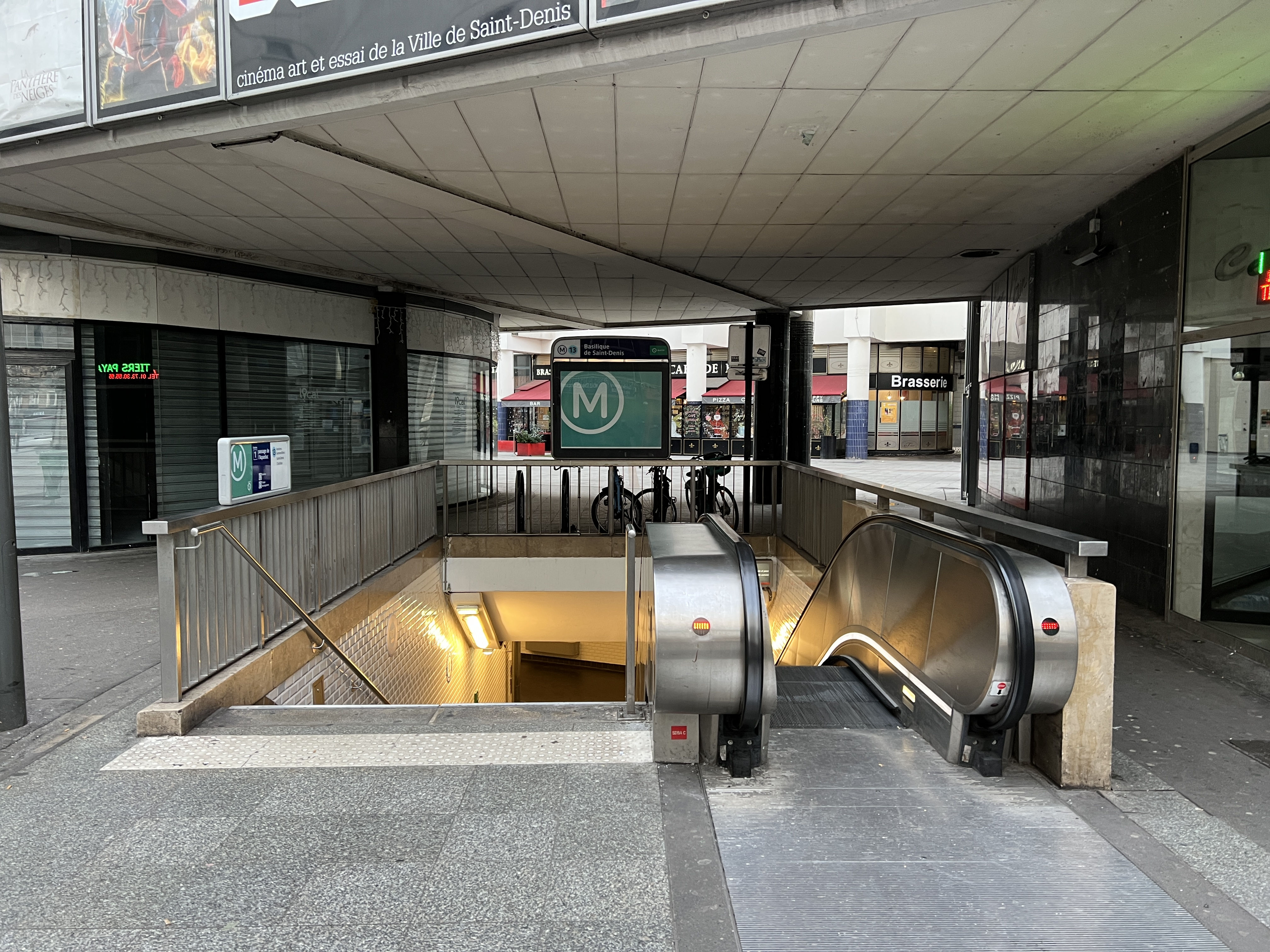
L'accès no 1 « Passage de l'Aqueduc ».
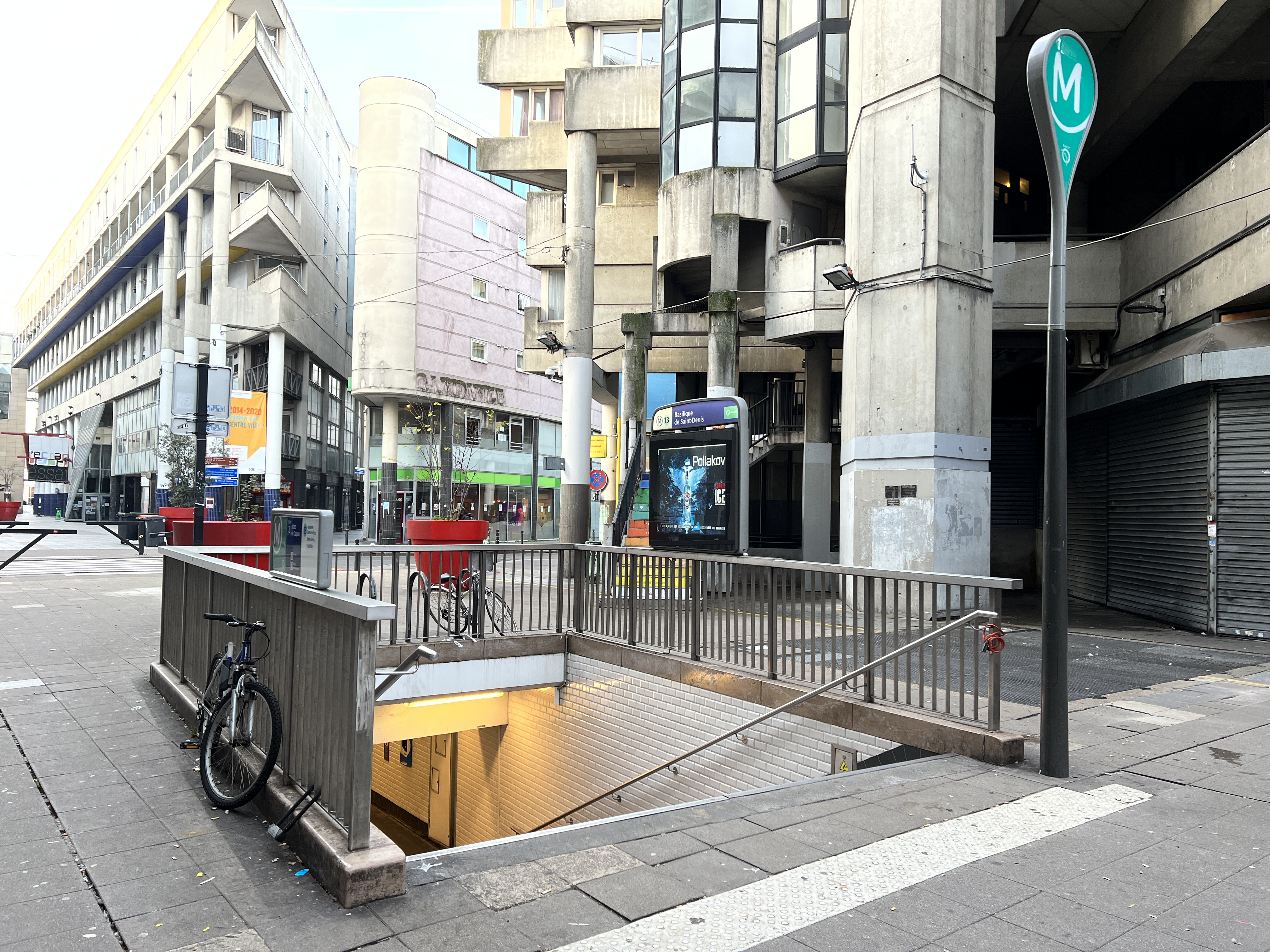
L'accès no 2 « Place du Caquet ».

### Quais
Basilique de Saint-Denis est une station de configuration standard avec deux quais séparés par les voies du métro. Ils possèdent une décoration culturelle, afin de rendre compte du voisinage prestigieux de la basilique et du caractère historique de Saint-Denis.
De 2015 à 2018, la station est rénovée et sa décoration modernisée. Les parements des quais sont renouvelés par l’emploi de faïences biseautées de grand format. Les anciennes colonnes d’aspect marmoréen sont revues, mises en lumière par des pavés, munis de diodes électroluminescentes (LED), articulés autour d’une scénographie, rappelant ainsi les vitraux de la basilique-cathédrale.[réf. nécessaire]

### Intermodalité

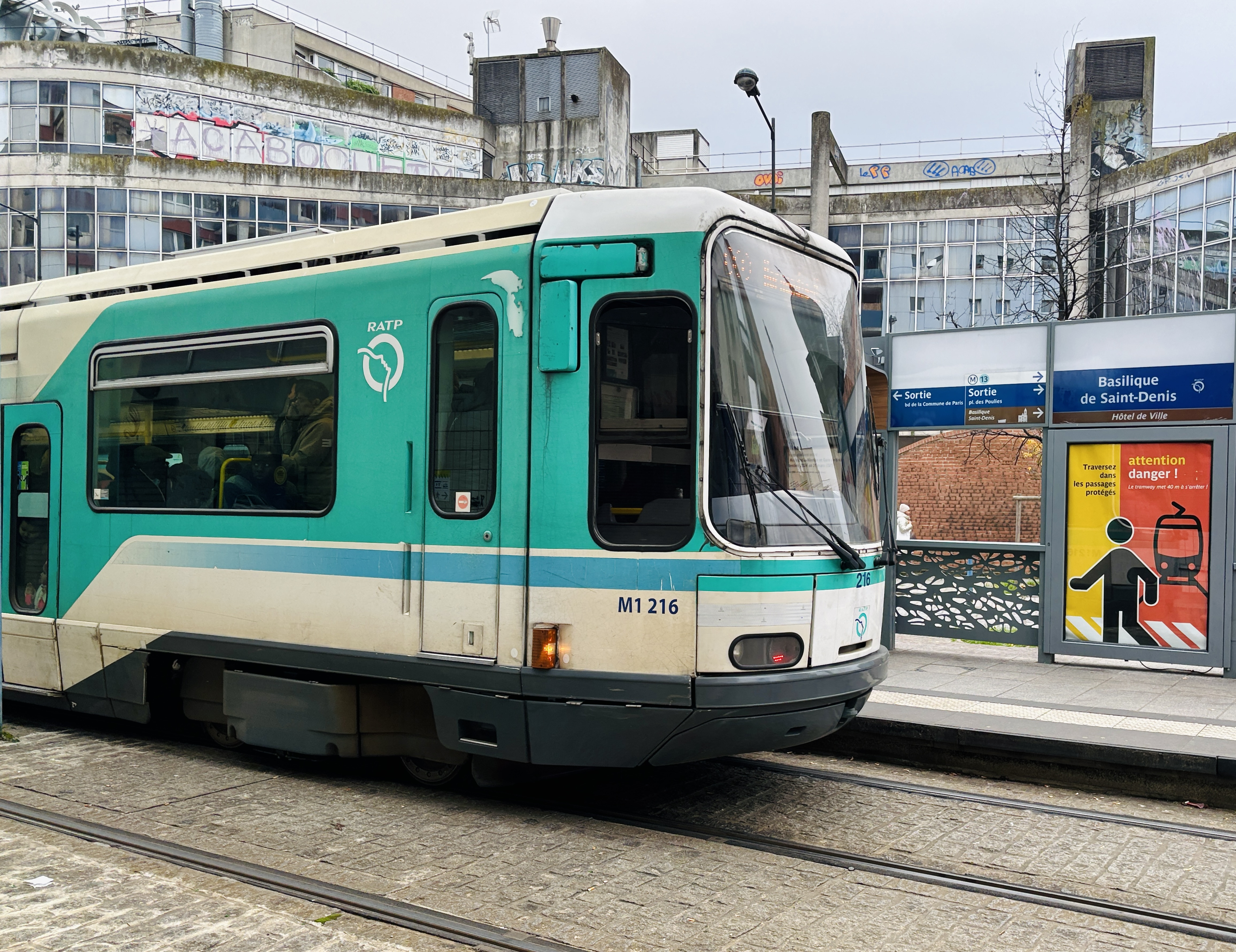
La station est en correspondance avec le tram T1.

Depuis 1992, une correspondance avec le tramway T1 permet de rejoindre entre autres la gare de Saint-Denis et la partie orientale du centre-ville de Saint-Denis.
La station est également desservie par les lignes 153, 239 (à proximité) et 253 du réseau de bus RATP.
À faible distance (arrêt Cité Langevin), une correspondance est possible avec la ligne 255 du réseau de bus RATP, avec la ligne 11 du réseau de bus Roissy Ouest (arrêt Marché de Saint-Denis) et, la nuit, avec la ligne N44 du réseau de bus Noctilien. De la même façon, les voyageurs peuvent, depuis le 29 juillet 2013, rejoindre le tramway T5 à l'arrêt précité.

## À proximité
- La basilique Saint-Denis, cathédrale du milieu du XIIe siècle, un des premiers joyaux de l'art gothique et nécropole des rois de France ;
- La maison des Arbalétriers ;
- L'hôtel de ville de Saint-Denis, la sous-préfecture, le tribunal d'instance ;
- La maison d'éducation de la Légion d'honneur ;
- L'ancien siège de l'Humanité, dessiné par l'architecte Oscar Niemeyer ;
- Le marché de Saint-Denis, un des plus importants marchés en région parisienne, les mardis, vendredis et dimanches matin.

Galerie de photographies
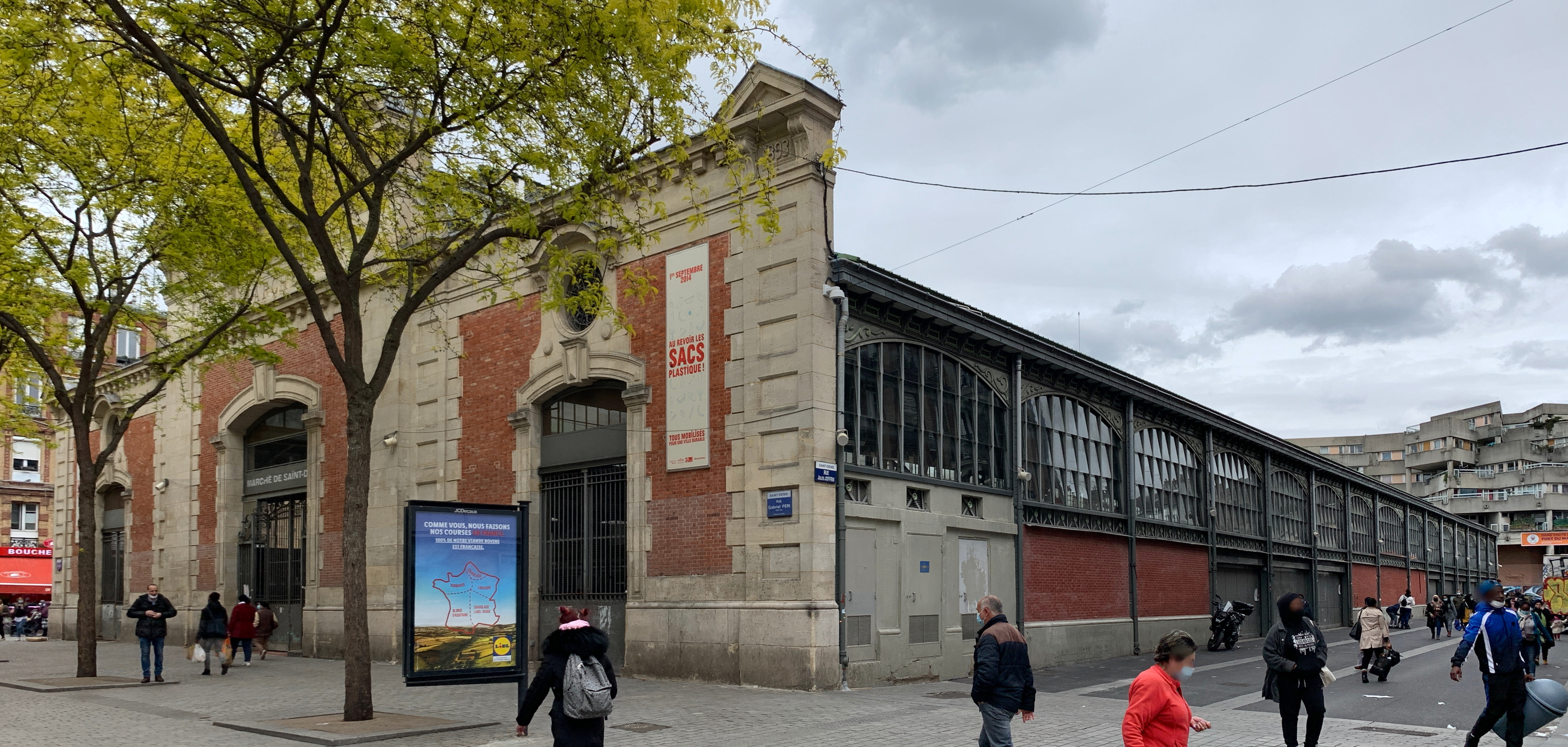
Halle du marché de Saint-Denis.
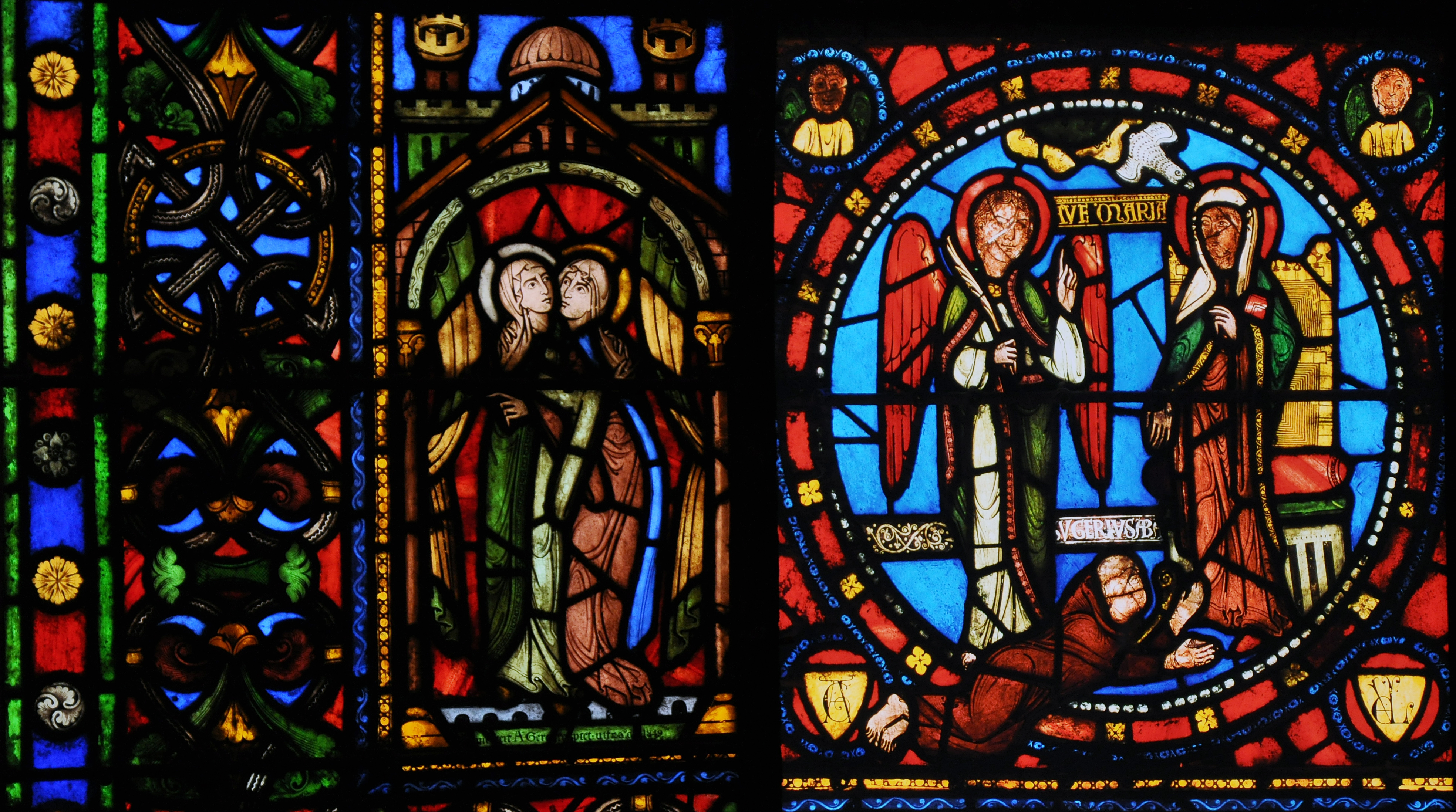
Vitraux de la basilique Saint-Denis.
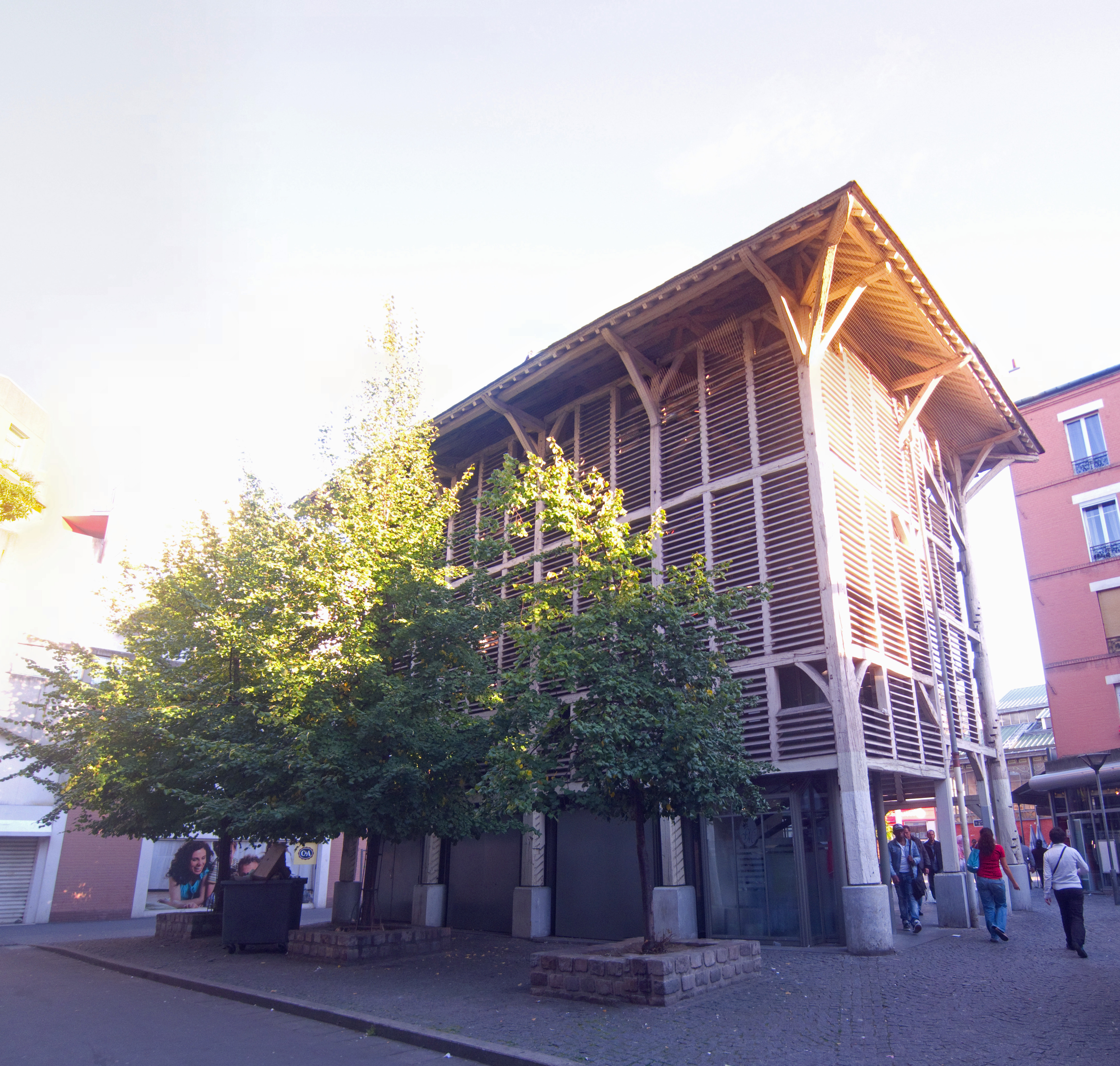
Maison des Arbalétriers.